# Moldavien
För andra betydelser, se Moldova (olika betydelser).
Moldavien (rumänska: Moldova och historiskt Moldau), officiellt Republiken Moldavien (rumänska: Republica Moldova), är en republik i Östeuropa som gränsar till Rumänien och Ukraina. I landet bor 4 miljoner invånare (inkl. Transnistrien) (2021). Huvudstaden heter Chișinău. Moldavien gör försök att närma sig Europeiska unionen, men det politiska läget är instabilt. Beslut om att bevilja Moldavien kandidatstatus till EU togs sommaren 2022.

## Historia

### Medeltiden
Under antiken beboddes Moldavien av dakerna. På grund av sitt läge i östra Europa nära Asien har området som nu är Moldavien utstått ett flertal invasioner. 
På medeltiden invaderades området först av Kievriket (Kievskaja Rus) och senare av mongolväldet. Omkring 1350 uppstod furstendömet Moldau. Detta blev på 1500-talet underställt och tributskyldigt till det Osmanska riket, men fick behålla sin politiska autonomi, från 1513 och fram till 1812, då området kom under rysk överhöghet som Guvernementet Bessarabien. Furstendömet kom att bestå fram till 1859, då Moldova, undantaget dess nordöstra del, vilken kom att stå kvar under rysk överhöghet, gick samman med grannstaten Valakiet och år 1861 utropade nationalstaten Rumänien.

### Dagens Moldavien grundas
Efter den ryska revolutionen utropades Bessarabien, som omfattade dagens Moldavien och en mindre del av Ukraina, till en självständig stat den 2 december 1917. I slutet av första världskriget tillföll detta Rumänien. År 1918 tog kommunisterna makten i Bessarabien, vilket föranledde en rumänsk militär invasion. Den 27 mars 1918 röstades en förening med Rumänien igenom i ett underbemannat bessarabiskt parlament, med 86 ja-röster, 3 nej-röster och 36 blanka röster. Enligt vissa vittnesmål bemöttes beslutet om anslutning med hurrarop och glädje ute på gatorna.

### Andra världskriget
I enlighet med Molotov-Ribbentroppaktens hemliga tilläggsprotokoll tillföll Bessarabien Sovjet och den 2 augusti 1940 ockuperades Moldavien av sovjetiska styrkor och regionen Transnistrien införlivades i Moldavien. Med stöd från Tyskland kunde Rumänien driva tillbaka de sovjetiska styrkorna i juni 1941. Efter andra världskrigets slut blev Moldavien del av Sovjetunionen; 86 % av de styrande ersattes med icke-rumäner (ryssar). Under Stalin deporterades ett stort antal moldavier till Sibirien och Kazakstan, medan ryssar samtidigt deporterades till Moldavien.

### Självständighet från Sovjet
Landet var en av delrepublikerna i Sovjetunionen, Moldaviska SSR, 1940–1941 samt från 1945 till 1991. Den 27 augusti 1991 förklarade sig Moldavien självständigt från Sovjet. I december 1991 förklarade Transnistrien sin självständighet från Moldavien, vilket ledde till ett kort men blodigt inbördeskrig. Efter intervention av den ryska 14:e armén uppnåddes en vapenvila som i praktiken innebär ett dödläge. Konflikten är således än idag inte löst och Moldavien är fortfarande ett delat land.
Efter Sovjetunionens fall styrdes Moldavien först av icke-kommunister, men mellan 2001 och 2009 åter av en kommunistisk president och ett kommunistiskt parlament. Valen ses överlag som grundläggande fria och demokratiska av världssamfundet, även om landet uppvisar brister vad gäller mediefrihet och mänskliga rättigheter. Till en början stödde folkopinionen planer på en återförening med Rumänien, men i en folkomröstning 1994 röstade en stor majoritet mot detta (endast tio procent röstade för). Moldavien har tidigare isolerat sig från andra länder, men har under senare år allt mer närmat sig EU och USA samt sökt distansera sig från Ryssland.[källa behövs]

### Separatism och rysk påverkan
Ryskspråkiga separatister har i Transnistrien utropat en självständig stat, och i söder har gagauzerna, ett kristet turkspråkigt folk, erhållit autonomi. I och med att den serbiska provinsen Kosovo fick internationellt erkännande som självständig stat, anser man i Transnistrien att ett nytt folkrättsligt prejudikat bildats, enligt vilket även andra europeiska utbrytarstater, exempelvis Transnistrien, har rätt att hävda nationell självständighet.
September 2014 kom rapporter att "små gröna män" ägnat sig åt hemliga värvningskampanjer bland Moldaviens ungdomar. Liknande neutralt klädda paramilitärer syntes flitigt på Krim i mars 2014 i samband med Krimkrisen då Ryska federationen annekterade Krim, varvid  Vladimir Putin utdelade medaljer åt dessa efter annekteringen.

## Geografi

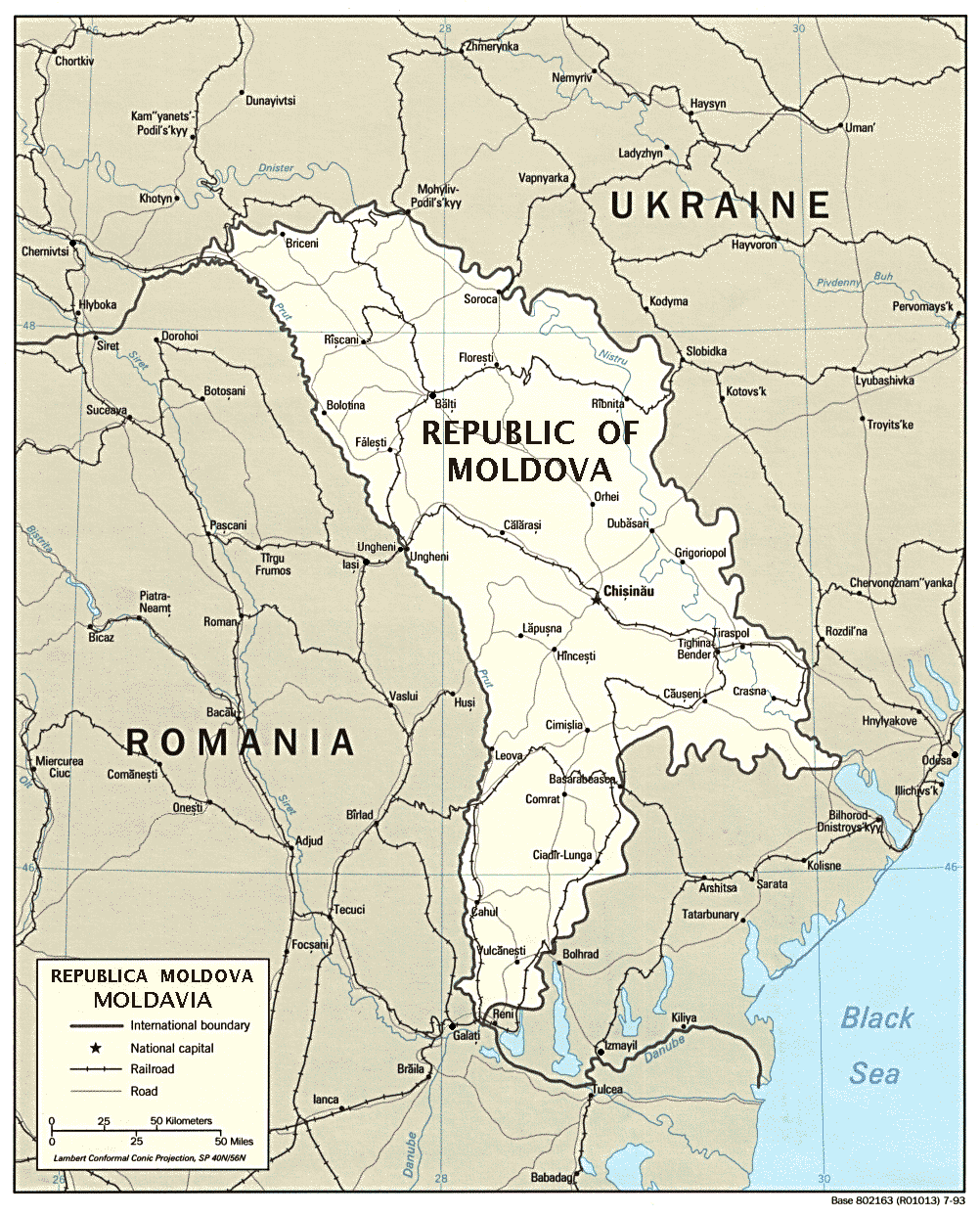
Engelskspråkig karta över Moldavien.

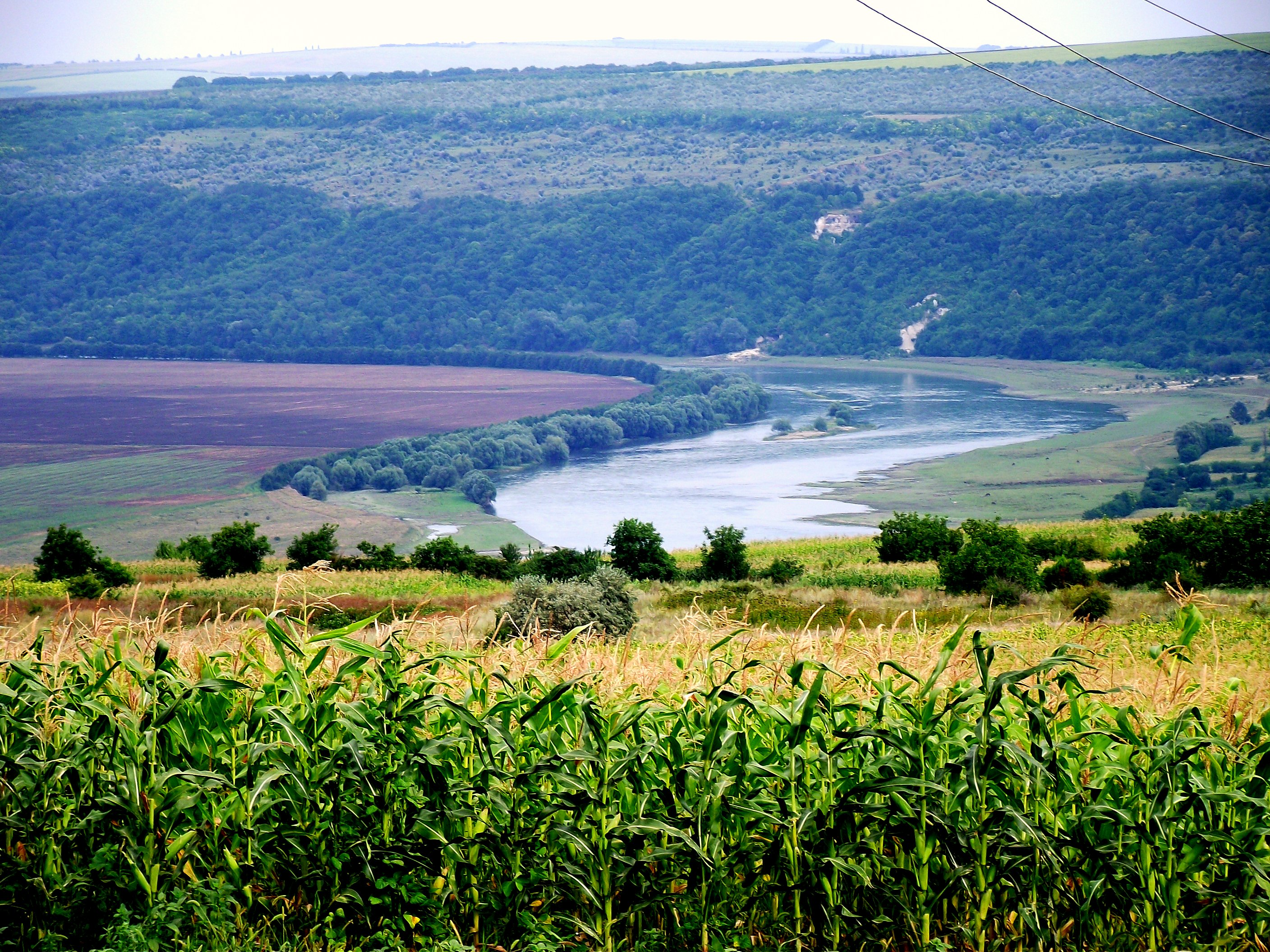
Landskap längs floden Dnjestr.

Moldavien är beläget nordöst om Balkanhalvön i sydöstra Europa, nordöst om bergsområdet Karpaterna och nordväst om Svarta havet, i utkanten av det ukrainska slättlandet som breder ut sig åt nordöst. Landet gränsar i väster till Rumänien och i öster, norr och söder till Ukraina. Moldavien sträcker sig drygt 350 kilometer i nord–sydlig riktning, drygt 150 kilometer i öst–västlig och har en yta på 33 843 km². 

### Topografi
Landskapet är mestadels låglänt, flackt och böljande. I norr och söder finns stäpp. Den norra delen av landet är kuperat. Moldaviens högsta berg är Dealul Bălănești, 429 meter högt. Den lägsta punkten är floden Dnjestr, som ligger två meter över havet. Moldaviens bördiga jord, framför allt svartjorden på stäppen i söder, och dess kontinentala klimat har gjort landet till en av de mest produktiva jordbruksregionerna i området, med storodling av frukt och vin. 

### Hydrografi
Större delen av landet ligger mellan floderna Dnjestr och Prut. Landets västgräns utgörs av den senare, som sedan förenar sig med Donau innan den mynnar ut i Svarta havet. I nordöst är Dnjestr huvudfloden; denna genomkorsar landet från norr till söder och skiljer regionen Transnistrien (cirka 12 % av landets yta) på dess östra strand från övriga Moldavien på dess västra. Mindre floder är Răut (Reut), Kogolnik, Bîc och Botna. I norr gränsar landet till den podoliska platån (Podolien) i västra Ukraina. Landet har ingen kust då en smal ukrainsk landremsa skiljer det från det närbelägna Svarta havet.

### Klimat
Moldavien har ett torrt, tempererat kontinentalt klimat med varma somrar och milda vintrar. I landets norra och västra delar råder snarast kustklimat, medan torrare förhållanden är förhärskande i de södra och östra delarna. I september och oktober ökar nederbörden, men antalet soldagar är fortfarande betydande. November och december innebär större mängder dimma och regn. Vintern varar ungefär från mitten av december in i april och är i öster och söder, till följd av den östliga vinden, relativt sträng med mycket snöfall. Under den långa, varma sommarperioden stiger temperaturen till över 25 °C och under vintern dalar den snabbt ner till under 0 °C. I bergen är det minusgrader cirka 130 dagar om året. Den genomsnittliga temperaturen i juli är 20 °C; i januari varierar genomsnittet regionalt från −1 °C till −6 °C.
Den högsta temperatur som registrerats i Moldavien är +41,5 °C i Camenca och den lägsta −35,5 °C i Brătușeni.

### Växt- och djurliv
Drygt tre fjärdedelar av marken är uppodlad. Skog täcker endast cirka sju procent av landets yta, mestadels björk- och ekskog i landets centrala del, kallad Codrii (”skogarna”). Bland den inhemska faunan märks rådjur, vildsvin, hare, räv, vessla, iller, lodjur och gnagare.

### Naturskydd
- Orhei nationalpark
- Codrii National Park
- Naturreservat Plaiul Fagului
- Naturreservat Prutul de Jos
- Naturreservat Pădurea Domnească
- Naturreservat Iagorlîc

## Styre och politik

### Författning och styre
Moldavien är en parlamentarisk republik. Parlamentet har en kammare med 101 ledamöter som väljs i allmänna val vart fjärde år.
Mellan 2001 och 2015 valde parlamentet, genom sluten omröstning, president som fungerar som statschef. Därvid krävdes (enligt den konstitutionella reformen år 2000) en majoritet på tre femtedelar av de 101 ledamöternas röster, dvs sextioen röster. Efter ett domstolsbeslut 2016 ändrades valordningen så att direkta val av president sker vart fjärde år med, om så behövs, två valomgångar.
Presidenten utser en premiärminister som i sin tur bildar regering. För båda krävs parlamentets godkännande.

### Administrativ indelning

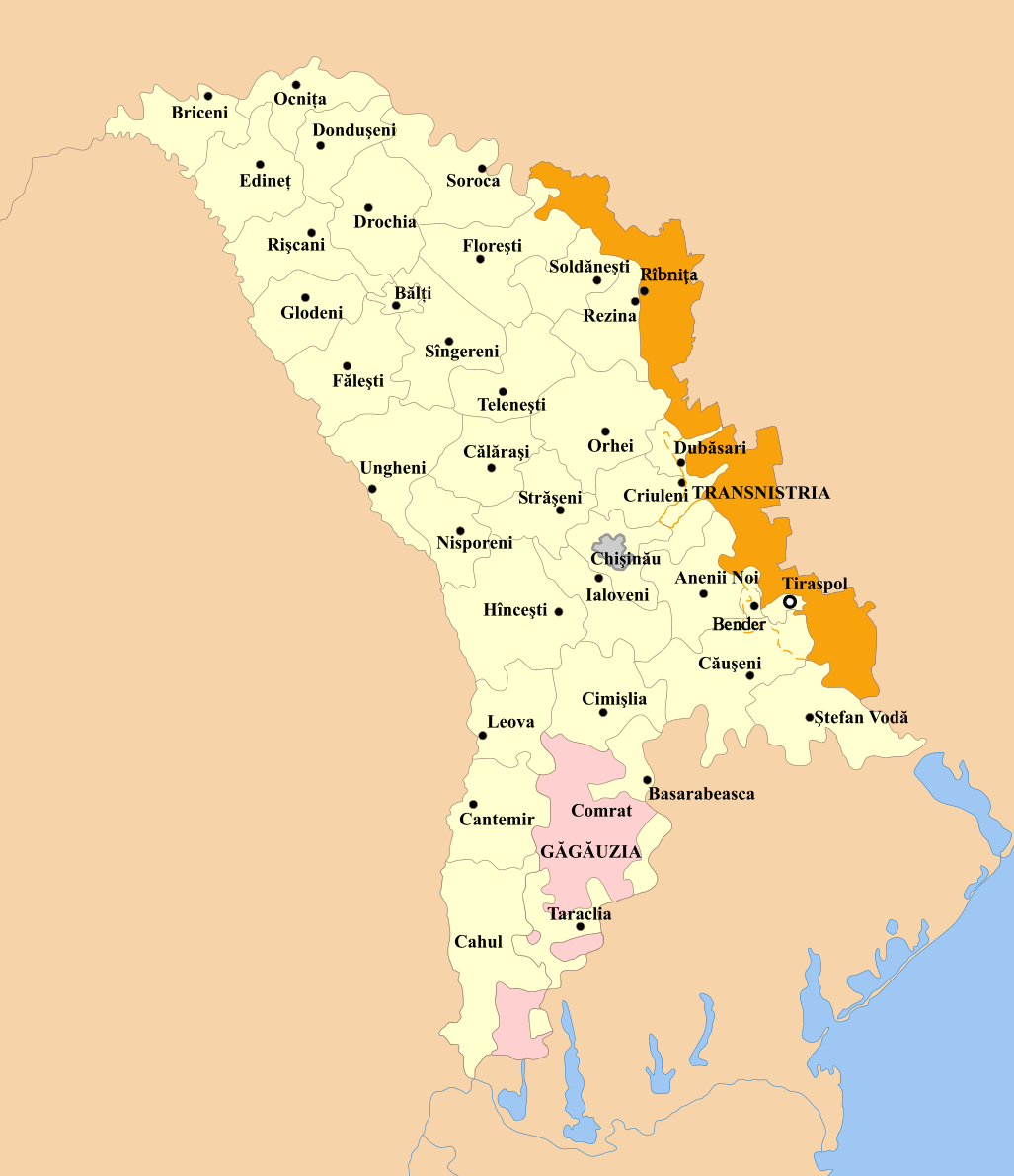
Karta över den administrativa indelningen (notera att Transnistrien ej är utsatt som autonomt såsom Gagauzien är).

Moldavien är indelat i 32 distrikt (rajoner), tre städer (municipii) Bălți, Bender (Tighina), Chișinău med administrativ status likvärdig landets rajoner och två halvautonoma regioner (Gagauzien och det separatistiska Transnistrien med staden Bender, vars status fortfarande är omstridd: Transnistrien är de jure en del av Moldavien, då dess självständighet inte erkänts av någon stat, men de facto styrs det inte av den moldaviska regeringen). 
Moldaviens rajoner:

- Anenii Noi
- Basarabeasca
- Briceni
- Cahul
- Cantemir
- Călărași
- Căușeni
- Cimișlia
- Criuleni
- Dondușeni
- Drochia
- Dubăsari
- Edineț
- Fălești
- Florești
- Glodeni
- Hîncești
- Ialoveni
- Leova
- Nisporeni
- Ocnița
- Orhei
- Rezina
- Rîșcani
- Sîngerei
- Soroca
- Strășeni
- Șoldănești
- Ștefan Vodă
- Taraclia
- Telenești
- Ungheni

### Politik
Kommunistpartiet, som var proryskt och förespråkade bättre relationer med Ryssland vid tiden för valet 2001, gjorde efter Rysslands svala bemötande en helomvändning till valet den 6 mars 2005 och blev proeuropeiskt. Kommunistpartiet fick i det valet 46 procent av rösterna och intog således 56 av de 101 sätena i parlamentet. Det näst största partiet är det demokratiska blocket, som fick 28,5 % av rösterna och 34 säten; detta block är en koalition bestående av tre partier: "Alliansen vårt Moldavien" under ledning av Serafim Urechean, borgmästaren i Chișinău, Demokratiska partiet under ledning av Dumitru Diacov, tidigare talman i parlamentet, och det Socialliberala partiet under ledning av nationalekonomen Oleg Serebrian. Det kristdemokratiska högerpartiet under ledning av Iurie Rosca fick 9,1 % av rösterna och intog 11 säten.
Sedan kommunisterna segrat även i valet 2005 omvaldes Vladimir Voronin som president den 4 april 2005. Eftersom Kommunistpartiet inte hade mer än 56 parlamentsledamöter var Voronin tvungen att samla röster utanför det egna partiet. Det demokratiska blocket och kristdemokraterna underlät att utse egna presidentkandidater; den ende utmanaren till Voronin, Gheorghe Duca, vetenskapsakademins ordförande, fick endast en röst. Voronin kunde slutligen få ihop 75 röster, vilket är 14 mer än minimikravet för omval. Tjugotre parlamentariker i partialliansen Vårt Moldavien följde partiledaren Serafim Urecheans uppmaning att bojkotta presidentvalet. De 22 ledamöterna i de två övriga partierna i det demokratiska blocket, samt de kristdemokratiska ledamöterna, deltog i valet. Två röster ogiltigförklarades.
Efter valet 2009 fick Kommunistpartiet återigen egen majoritet i parlamentet, med 60 mandat gentemot övriga partiers 41 mandat. Rykten och anklagelser om manipulation och röstfusk (exempelvis hävdade flera rumänska tidningar att även avlidna människor hade "röstat" för kommunisterna) vann inget större gehör utomlands; däremot utbröt våldsamma kravaller i centrala Chișinău då tiotusentals människor protesterade mot kommunisternas valseger. Många av demonstranterna var så kallade "unionister", förespråkare för Moldaviens anslutning till Rumänien såsom var fallet innan Sovjetunionens ockupation av området år 1940.
Polisen tog till brutala metoder för att bekämpa protesterna, vilket uppmärksammades av Amnesty. Nyval utlystes, och här fick en koalition av fyra högerliberala partier en större procentandel av rösterna än Voronins kommunistparti.
Dock hade vare sig Kommunistpartiet eller "Alliansen för Europeisk integration" de 61 mandat som krävdes för att utse en president, och därför ägde ännu ett val rum år 2010. Här backade Kommunistpartiet ännu mer, medan tre högerliberala partier nu bara var två mandat ifrån de 61 som krävs för att utnämna en president. Moldaviens högsta domstol beslutade slutligen att regeringen kunde bestå utan den absoluta majoritet som krävs för att välja en president. I valet 2014 vann det Socialistiska partiet under Zinaida Greceanîi och även vid valet 2019 fick de med knapp marginal  flest röster.
Vid extravalet 2021 fick det av president Maia Sandu grundade Partiet handling och solidaritet 52,8 % av rösterna och 63 platser i parlamentet. Valkoalitionen mellan kommunistpartiet och socialisterna fick 27,2 % av rösterna och 32 mandat medan Șor fick 5,7 % av rösterna och 6 mandat. Övriga tjugo partier som ställde upp i valet nådde inte över spärrgränsen.

## Ekonomi och infrastruktur

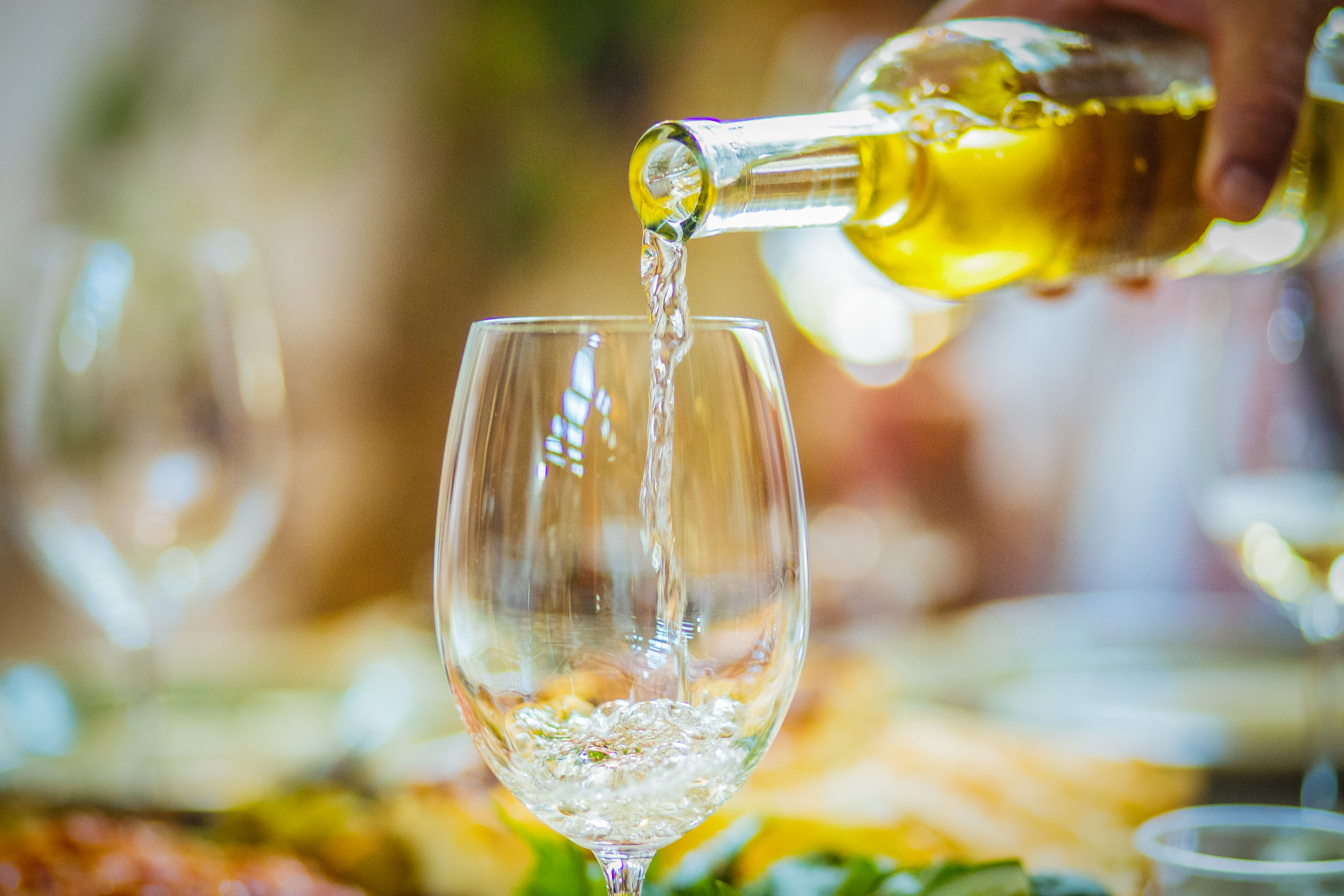
Moldaviska viner.

Under sovjettiden var Moldavien en stor leverantör av vin, grönsaker och frukt till de andra sovjetrepublikerna. Samtidigt kunde - den dåvarande - republiken importera billig gas och olja från Ryssland. I och med Sovjetunionens upplösning försvann både en viktig exportmarknad, samtidigt som Ryssland började ta betalt för naturgas och olja enligt världsmarknadspriser. Det ledde till en kraftig nedgång för den moldaviska ekonomin. I Transnistrien, landets främsta industriregion, utbröt ett inbördeskrig vilket ledde till att området tillföll separatister, något som ytterligare bidrog till att försvaga den moldaviska ekonomin. Samtliga av dessa skeenden innebar ett dramatiskt fall i landets bruttonationalprodukt. Under hela 1990-talet sjönk BNP och ekonomin krympte, även om minskningen avtog mot decenniets slut.
Landet präglas av fattigdom. Moldavien är Europas fattigaste land och omkring 1 miljon invånare har lämnat landet för att finna arbete annorstädes; det beräknas att en tredjedel av de kvarvarande skulle resa utomlands om de fick chansen.
De första tecknen på återhämtning år 2000 följdes av flera år av stark tillväxt, med mer än 8 % under den första halvan av 2005. Avsaknad av strukturella reformer och en svart ekonomi på nästan 40 % av BNP (bruttonationalprodukten), har dock orsakat en inflation mellan 12 % och 15 % per år, samt ett betydande handelsunderskott som delvis uppvägs av de pengar moldavier arbetande i utlandet sänder hem.

### Näringsliv

#### Jordbruk
Moldavien har ett gott klimat och bördig jord, men saknar större naturresurser, vilket gör det till ett jordbruksland. Ekonomin baseras huvudsakligen på jordbruk, med odling av frukt, grönsaker, vin och tobak. Av jordbruksprodukterna är vin och rosenolja (en komponent i parfymtillverkning) viktiga exportvaror.
I förhållande till sin storlek har Moldavien världens största vinproduktion med över 100 000 hektar av vinrankor.

#### Energi och råvaror
En stor del av landets energi importeras: 2022 beräknades 70% av Moldaviens el komma från importerad gas och olja, medan resten av elen framför allt kommer från inhemsk vattenkraft. Den importerade energin kommer i stor utsträckning från Ryssland, något som Moldavien under 2010- och 2020-talet gradvis försökt röra sig bort från. År 2014 färdigställdes en gasledning mellan Moldavien och Rumänien, och som en följd av Rysslands invasion av Ukraina 2022 kopplade Moldavien bort sig från det ryska elnätet och anslöt sig till det europeiska ENTSO-E-nätet.
De begränsade naturtillgångar som Moldavien kan utvinna är lera, kalk, gips, sten och grus, vilka främst går till byggnadsindustrin. Av lera och kalk tillverkas cement. Bland naturtillgångar märks bördig jord, petroleum, naturgas, kalk, lera och brunkol.

### Handel
Moldavien är starkt beroende av utrikeshandel men har haft ett konstant handelsunderskott sedan självständigheten. Handeln är fortfarande i stor utsträckning knuten till de tidigare sovjetrepublikerna, där Ryssland står för över hälften av handelsutbytet och Ukraina för en fjärdedel. Efter självständigheten har dock en gradvis förskjutning mot Europa skett, med Rumänien som landets största handelspartner. Exporten består främst av jordbruksprodukter och livsmedel, kompletterat med tobak och bomullstyger. Importen domineras av energi, inklusive olja, gas och elektricitet, samt industriprodukter.

### Infrastruktur

#### Transporter
Moldaviens järnvägsnät, som omfattar 1 200 kilometer enkelspår, står för största delen av landets transporter. Vägnätet, som år 2010 var totalt 9 300 kilometer långt, är till största delen asfalterat. Både järnvägar och vägar är dock i behov av förbättrat underhåll.
Floderna Nistru (Dnestr) och Prut ger möjlighet till begränsad sjöfart. Landets korta kuststräcka vid Donau (1 kilometer) har även strategisk betydelse, och en hamnanläggning är planerad där. Moldaviens huvudstad Chișinău har en internationell flygplats.

#### Utbildning
Efter självständigheten har skolväsendet i Moldavien fått en stark roll i nationsbyggandet, där centralstyrningen från Moskva ersatts med ett fokus på nationell identitet. Grundskolan är obligatorisk och omfattar elva år, med en fyraårig primärskola och en sjuårig sekundärskola. År 2008 fullföljde cirka 90 % primärskolan och 80 % sekundärskolan. Efter detta kan elever välja yrkesutbildningar eller universitetsförberedande program.
Högre utbildning har förändrats mest, med rumänska som nytt undervisningsspråk och modernisering av kursplaner. Integration mellan forskning och utbildning har påbörjats, exempelvis vid den nya ekonomihögskolan i huvudstaden. Viktiga institutioner är statsuniversitetet (grundat 1945), den polytekniska högskolan (1964) och lantbrukshögskolan (1932), alla i Chișinău. År 2009 gick 21 % av statens utgifter till utbildning.

## Befolkning

### Demografi

#### Större städer

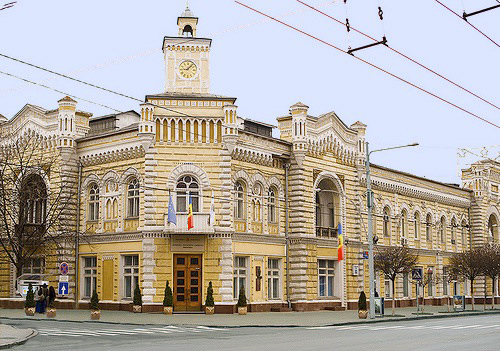
Chișinău

| Nr | Stad     | Befolkning | Distrikt      |
| -- | -------- | ---------- | ------------- |
| 1  | Chișinău | 723 500    | -             |
| 2  | Tiraspol | 158 069    | Transnistrien |
| 3  | Bălți    | 122 699    | -             |
| 4  | Bender   | 97 027     | Transnistrien |
| 5  | Rîbnița  | 53 648     | Rîbnița rajon |
| 6  | Cahul    | 35 488     | Cahul rajon   |
| 7  | Ungheni  | 35 311     | Ungheni rajon |
| 8  | Soroca   | 28 362     | Soroca rajon  |
| 9  | Orhei    | 25 641     | Orhei rajon   |

#### Minoriteter
Att definiera de etniska grupperna i Moldavien är kontroversiellt. Den huvudsakliga kontroversen gäller skillnaden mellan moldavier och rumäner, och där även skillnaden mellan språken moldaviska och rumänska. Skillnaden mellan moldavier och rumäner är en mycket omdiskuterad politisk fråga där en sida argumenterar för att moldavier är en egen etnisk grupp separat från den rumänska etniciteten, medan den andra sidan hävdar att moldavier är en undergrupp till rumänerna. Problemets rötter ligger långt tillbaka i historien och frågan är politiskt mycket känslig på grund av att Rumänien har historiskt grundade territoriella anspråk på områden som numera hör till Moldavien. Försök att hävda den rumänska etniciteten och språket i Moldavien framkallar därför nationalistiska motreaktioner och ett avvisande av anspråken som ett led i förmenta rumänska expansionsstrategier. Det historiska området Moldavien omfattar delar som idag tillhör Rumänien (och därtill även delar som är ukrainska), och den moldaviska dialekten av rumänska talas även på den rumänska sidan gränsen, men där görs ingen åtskillnad mellan rumäner och moldavier såsom är fallet i staten Moldavien.
De senaste uppgifterna kommer från 2014 års folkräkning, men siffrorna är omdiskuterade.
| Folkgrupp         | Andel (%) |
| ----------------- | --------- |
| moldavier/rumäner | 82,0      |
| ukrainare         | 6,5       |
| gagauzer          | 4,5       |
| ryssar            | 4,0       |
| bulgarer          | 1,8       |
| Romer             | 0,3       |
| övriga            | 0,4       |

Den officiella folkräkningen visar att 75,0 % är moldavier och 7,0 % är rumäner, men på grund av debatten räknar de flesta organisationer dem som en etnicitet. Denna folkräkning berörde inte Transnistrien, med mellan 750 000 och 900 000 invånare, där den rumänsktalande befolkningen endast utgör en relativ majoritet på något mer än 40 % av befolkningen, mot 25 % ukrainare och 20 % ryssar.

#### Migration
Enligt officiella siffror har omkring en fjärdedel av befolkningen (främst bland de ryska och ukrainska minoriteterna) utvandrat (främst till länder i Västeuropa, samt Ryssland och Ukraina) av ekonomiska skäl.

### Språk
Två tredjedelar av invånarna talar moldaviska, en dialekt av rumänska, som tidigare av de moldaviska myndigheterna förklarats vara ett separat språk. Andra språk som talas är ryska och ukrainska. Omkring 70 % av befolkningen kan tala både rumänska och ryska. 

### Religion
I Moldavien är den största religionen den östligt ortodoxa kristendomen, som omfattar 98 % av befolkningen. Judendomen är den näst största religionen med 1,5 % av befolkningen, medan baptister och andra religiösa grupper utgör cirka 0,5 %.

## Kultur

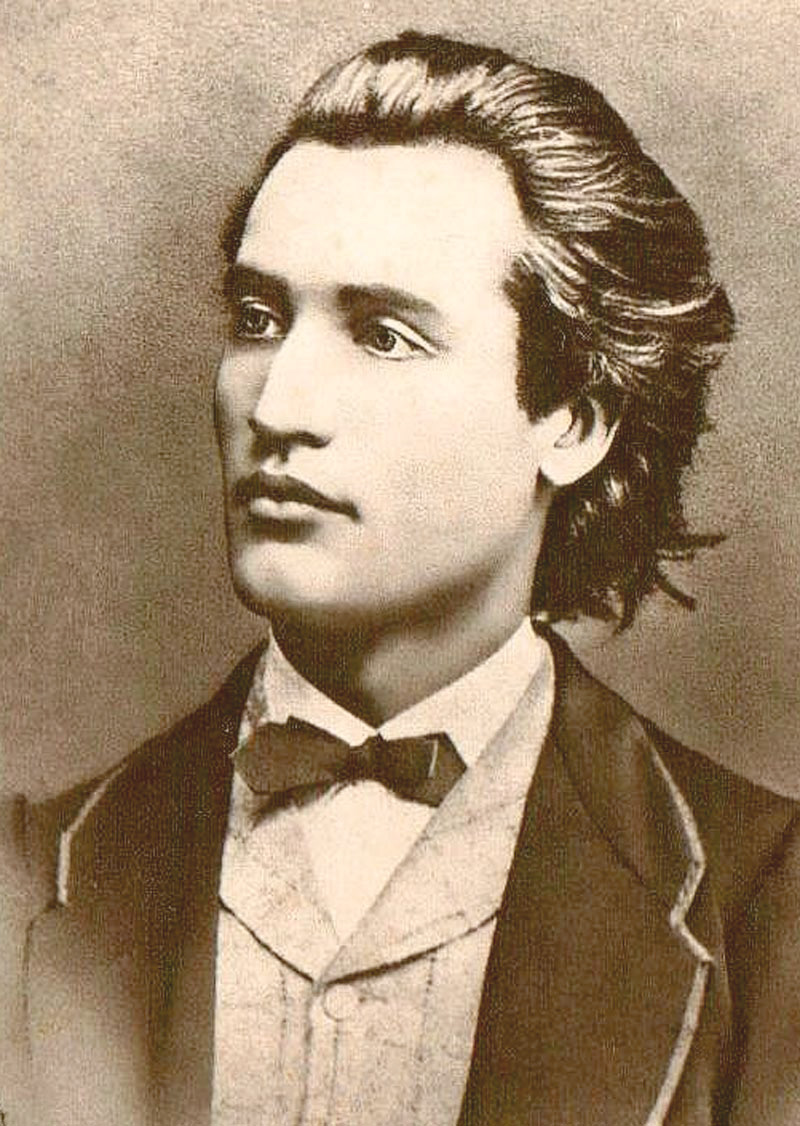
Mihai Eminescu, Rumäniens och Moldaviens nationalskald.

Moldaviens kultur härstammar från och är huvudsakligen influerad av den rumänska kulturen, vars rötter går tillbaka till 200-talet, tiden för den romerska kolonisationen av Dakien. Den kulturella samhörigheten beror på att majoriteten av Moldaviens befolkning, moldavierna, är av samma etnicitet som rumänerna.
Under århundradena efter det romerska tillbakadragandet år 271, mottog invånarna i regionen influenser via kontakter med det bysantinska riket, slaviska och ungerska grannfolk, och senare från osmanska turkar. Från 1800-talet blev en stark västeuropeisk, särskilt fransk, påverkan synbar i rumänsk litteratur och konst. Den uppkomna blandningen har gett upphov till en rik kulturtradition. Även om utländska kontakter var en ofrånkomlig följd av regionens geografi, har dessas inflytande endast bidragit till att förhöja en livskraftig populärkultur.[källa behövs]
Befolkningen i regionen började allmänt identifiera sig som "moldavier" under 1300-talet, men upprätthöll fortsättningsvis nära kulturella band med andra rumänska grupper. Östmoldavierna, befolkningen i Bessarabien och Transnistrien, mottog dock också influenser av slavisk kultur från det angränsande Ukraina. Under perioderna 1812-1917, och 1944-1989, påverkades östmoldavierna av rysk och sovjetisk administrativ kontroll, såväl som av etnisk rysk immigration.
Bessarabien var en av de minst utvecklade, och en av de med lägst utbildad befolkning av Sovjetunionenss europeiska regioner. År 1930 var läs- och skrivkunnigheten bara 40 %, enligt en rumänsk folkräkning. Även om sovjetiska myndigheter främjade utbildning (inte minst för att sprida kommunistisk ideologi), gjorde de även allt de kunde för att bryta regionens kulturella band med Rumänien. Med många etniskt rumänska intellektuella som antingen flydde, blev dödade, eller deporterades både under och efter andra världskriget, förvärrades Bessarabiens kulturella och bildningsmässiga situation.
För att fylla tomrummet utvecklade sovjetiska myndigheter stadskulturella och vetenskapliga centra och institutioner som sedermera fylldes med ryssar, och med andra icke-rumänska etniciteter, men detta var en kultur som var påtvingad och främmande. Den urbana kulturen kom från Moskva; den etniskt rumänska befolkningen på landsbygden tilläts uttrycka sig bara inom folklore eller folkkonst.
Fastän folkkonsterna blomstrade, var likheterna med rumänsk kultur dolda. Musik och dans, i synnerhet uppmuntrad av sovjetiska myndigheter, gjordes till PR-nummer, men förvrängdes subtilt för att undangömma deras rumänska ursprung. Ett exempel är den nationella folkdräkten, för vilken den traditionella rumänska mockasinen (opinca) ersattes av den ryska stöveln.
Moldaviens folkkultur är synnerligen rik, och den mycket gamla folkballaden, "Mioritan", "Meșterul Manole" spelar en central roll i den traditionella kulturen. Folktraditioner, innefattande keramikproduktion och vävning, utövas fortsättningsvis i landsbygdsområden. Folkkulturtraditionen främjas på nationell nivå och representeras av, bland andra grupper, republikens danssällskap, Joc, och av folkkören, Doina.

### Högtider och helgdagar
I Moldavien firas självständighetsdagen den 27 augusti, känd som Ziua Independenței. Den 31 augusti uppmärksammas också Limba noastră, eller Språkdagen, som även är titeln på landets nationalsång.

## Internationella rankningar
| Organisation                                | Undersökning                   | Rankning   |
| ------------------------------------------- | ------------------------------ | ---------- |
| Heritage Foundation/The Wall Street Journal | Index of Economic Freedom 2019 | 97 av 180  |
| Reportrar utan gränser                      | Pressfrihetsindex 2019         | 91 av 180  |
| Transparency International                  | Korruptionsindex 2018          | 117 av 180 |
| FN:s utvecklingsprogram                     | Human Development Index 2018   | 107 av 189 |